# مهدی مریاح
مهدی مریاح (انگلیسی: Mehdi Meriah؛ زادهٔ ۵ ژوئن ۱۹۷۹) بازیکن فوتبال اهل تونس است.
از باشگاه‌هایی که در آن بازی کرده‌است می‌توان به باشگاه فوتبال آفریقایی و باشگاه فوتبال ستاره ساحلی اشاره کرد.
وی همچنین در تیم ملی فوتبال تونس بازی کرده‌است.